# Экопоранга
Экопоранга (порт. Ecoporanga)  —  муниципалитет в Бразилии, входит в штат Эспириту-Санту. Составная часть мезорегиона Северо-запад штата Эспириту-Санту. Входит в экономико-статистический  микрорегион Барра-ди-Сан-Франсиску. Население составляет 23 644 человека на 2006 год. Занимает площадь 2 283,233 км². Плотность населения — 10,4 чел./км².

## История
Город основан 9 апреля 1955 года.

## Статистика
- Валовой внутренний продукт на 2003 составляет 85.100.174,00 реалов (данные: Бразильский институт географии и статистики).
- Валовой внутренний продукт на душу населения на 2003 составляет 3.575,94 реалов (данные: Бразильский институт географии и статистики).
- Индекс развития человеческого потенциала на 2000 составляет 0,695 (данные: Программа развития ООН).

## География
Климат местности: субтропический.